# Веселка Шеннон
Веселка Шеннон (англ. Shannon's Rainbow) — американський фільм 2009 року.

## Синопсис
Історія сімнадцятирічної дівчини Шеннон, якій після смерті її батька вдалося оговтатися від цієї важкої емоційної травми, завдяки турботі про коня і любові її матері, про існування якої вона до цього не знала.

## У ролях
| Актор                | Роль             |
| -------------------- | ---------------- |
| Джуліанна Мішель     | Шеннон Грін      |
| Клер Форлані         | Крістіна         |
| Джейсон Гедрік       | Ерік             |
| Майкл Медсен         | Дейв Блер        |
| Луїс Госсет молодший | Макс             |
| Йоанна Пакула        | Емілі Блер       |
| Ерік Робертс         | Мітчелл Прескотт |
| Стівен Коллетті      | Брендон          |
| Сьюзі Гофріхтер      | медсестра Дана   |
| Кріста Аллен         | Джессіка         |
| Том Аткінс           | капітан Мартін   |
| Карсон Браун         | Ріо              |
| Стів Гуттенберг      | Ед               |
| Чарльз Дернінґ       | Флойд            |
| Віллі Гарсон         | Річард           |
| Скотт Іствуд         | Джой             |
| Джойселін Енгл       | Джеймі           |
| Кайл МакКеффрі       | Тревор           |
| Деріл Ганна          | Рита Бейкер      |